# Yōko Shimomura
Yōko Shimomura (下村 陽子?, Shimomura Yōko; Prefettura di Hyōgo, 19 ottobre 1967) è una compositrice e pianista giapponese, nota soprattutto per i suoi contributi nel settore dei videogiochi.
Dal 1993 al 2002, Shimomura ha lavorato per Square, dove ha composto per altri otto giochi. Mentre lavorava per Square, era meglio conosciuta per il suo lavoro sulla colonna sonora di Kingdom Hearts, che era il suo ultimo gioco per la compagnia prima di partire. A partire da Mario & Luigi: Superstar Saga nel 2003, ha iniziato a lavorare come freelance attiva, avviando una società di produzione musicale chiamata Midiplex. Nonostante sia diventata freelance, ha continuato a lavorare a progetti per Square Enix, inclusi tutti i giochi della serie Kingdom Hearts, Super Mario RPG: Legend of the Seven Stars, Xenoblade e soprattutto delle saghe di Kingdom Hearts e Parasite Eve (incluso The 3rd Birthday).
I suoi lavori hanno ottenuto una grande popolarità e sono stati eseguiti in più concerti di musica per videogiochi, tra cui uno, Sinfonia Drammatica, incentrato per metà sul suo album "più grandi successi", Drammatica: The Very Best of Yoko Shimomura, e per metà sulla musica di un concerto precedente. La musica di molti dei suoi giochi è stata pubblicata come album arrangiato e come spartiti per pianoforte.

## Biografia

### Carriera
Mentre lavorava per Capcom, Shimomura ha contribuito alle colonne sonore di oltre 16 giochi, incluso il noto Street Fighter II: The World Warrior, per il quale ha composto tutti i brani tranne tre. La prima colonna sonora su cui ha lavorato presso la compagnia è stata per Samurai Sword nel 1988. Final Fight, nel 1989, è stato il suo primo lavoro a ricevere un album di colonne sonore separato, su un album di musica da diversi giochi Capcom. Il primo album con la colonna sonora a presentare esclusivamente il suo lavoro è uscito un anno dopo per la colonna sonora di Street Fighter II. Mentre ha iniziato la sua permanenza in Capcom lavorando su videogiochi per console, nel 1990 è passata alla divisione giochi arcade. Era un membro della band interna della compagnia Alph Lyla, che suonava varie musiche di giochi Capcom, inclusi pezzi scritti da Shimomura. Si è esibita dal vivo con il gruppo in alcune occasioni, incluso suonare il piano durante l'apparizione di Alph Lyla al Game Music Festival del 1992.
Nel 1993, Shimomura lasciò Capcom per unirsi a un'altra società di giochi, Square, poiché interessata a scrivere musica "in stile classico" per giochi di ruolo fantasy. Mentre lavorava per Capcom, era nel reparto arcade e non poté trasferirsi al reparto console per lavorare alla loro serie di videogiochi di ruolo Breath of Fire, sebbene avesse contribuito con una traccia al primo gioco della serie.  Il suo primo progetto in Square fu la colonna sonora del videogioco di ruolo Live A Live nel 1994. Mentre stava lavorando alla colonna sonora di Super Mario RPG l'anno successivo, le fu chiesto di unirsi a Noriko Matsueda per la musica per l'RPG strategico Front Mission. Sebbene fosse oberata di lavoro facendo entrambe le colonne sonore e non fosse il genere che le interessava, si è trovata incapace di rifiutare dopo che il suo primo tentativo in tal senso è avvenuto inaspettatamente alla presenza del presidente di Square, Tetsuo Mizuno.  Questi giochi furono seguiti da Tobal No. 1, l'ultima colonna sonora su cui ha lavorato assieme un altro compositore per un decennio.
Negli anni successivi, ha composto la colonna sonora di diversi giochi, tra cui Parasite Eve e Legend of Mana. Di tutte le sue composizioni, Shimomura considera la colonna sonora di Legend of Mana quella che meglio esprime se stessa e la colonna sonora rimane la preferita di Shimomura.Parasite Eve su PlayStation aveva la prima colonna sonora di Shimomura che includeva una canzone vocale, poiché era il primo gioco che aveva scritto per l'esecuzione su un sistema console che aveva la capacità audio per uno. Nel 2002 ha scritto la colonna sonora di Kingdom Hearts, che ha definito la colonna sonora più "speciale" per lei, nonché un punto di svolta nella sua carriera; ha chiamato le colonne sonore di Street Fighter II e Super Mario RPG come gli altri due punti significativi della sua vita di compositrice.
Kingdom Hearts ha avuto un enorme successo, spedendo oltre quattro milioni di copie in tutto il mondo; la musica di Shimomura è stata spesso citata come uno dei momenti salienti del gioco e la traccia del titolo è stata classificata come la quarta miglior traccia del titolo di un gioco di ruolo di tutti i tempi. La colonna sonora ha portato a due album di arrangiamenti per pianoforte. Kingdom Hearts è stata l'ultima colonna sonora a cui ha lavorato in Square. Dopo l'uscita di Kingdom Hearts nel 2002, Shimomura ha lasciato Square per il congedo di maternità e ha iniziato a lavorare come freelance nel 2003. Ha costruito il lavoro che faceva mentre era in Square; da quando ha lasciato ha composto o sta componendo musica per undici giochi di Kingdom Hearts e per la serie Mario & Luigi di Nintendo. Ha anche lavorato a molti altri progetti, come Heroes of Mana e vari album arrangiati. Nel febbraio 2014, Shimomura ha suonato il pianoforte in un concerto retrospettivo per il 25º anniversario alla Tokyo FM Hall. Ha eseguito canzoni di giochi come Kingdom Hearts, Live a Live e Street Fighter II. Durante la performance di Beware the Forest's Mushrooms di Super Mario RPG: Legend of the Seven Stars, Shimomura è stata raggiunta sul palco dal compositore di giochi Yasunori Mitsuda, che ha suonato il bouzouki irlandese.  Di recente ha composto e prodotto la maggior parte della colonna sonora di Final Fantasy XV, per il quale ha iniziato a scrivere nel 2006, un decennio prima dell'uscita del gioco. È anche membro dell'etichetta musicale, Brave Wave Productions.

## Stile musicale e influenze
Shimomura ha indicato Ludwig van Beethoven, Frédéric Chopin e Maurice Ravel come alcune delle sue influenze sul suo sito web personale.  Ha anche a lungo affermato di apprezzare il "jazz in stile lounge". Nonostante queste influenze e la sua formazione classica, i diversi stili musicali che ha usato durante la sua carriera e talvolta nella stessa colonna sonora includono "rock, elettronica, orientale, ambient, industriale, pop, sinfonica, operistica, chiptune e altro". Trae ispirazione per le sue canzoni da cose della sua vita che la commuovono emotivamente, che descrive come "una bella immagine, uno scenario, un assaggio di qualcosa di delizioso, profumi che riportano ricordi, cose felici e tristi ... Tutto ciò che muove la mia emozione mi da ispirazione". Shimomura ha anche affermato di inventare la maggior parte delle sue canzoni quando fa qualcosa che "non fa parte della [sua] routine quotidiana, come viaggiare". Sebbene le sue influenze siano per lo più classiche, ha detto che secondo lei il suo "stile è cambiato drasticamente nel corso degli anni, anche se la passione per la musica rimane la stessa". Shimomura ha detto che crede che una parte importante del "processo creativo dietro la musica" sia "trasmettere un messaggio sottile, qualcosa che proviene dalla tua immaginazione e si attacca all'ascoltatore, senza essere eccessivamente specifico su cosa significhi", piuttosto che scrivendo solo temi semplici con messaggi evidenti. La sua traccia preferita che abbia mai composto è "Dearly Beloved" di Kingdom Hearts.

## Eredità
Dopo aver composto le colonne sonore di oltre 45 giochi diversi, Shimomura è diventata uno dei più grandi nomi nell'industria musicale dei videogiochi ed è stato descritta come "uno dei compositori di musica per videogiochi più famosi al mondo".  La compilation delle migliori opere di Shimomura, intitolata Drammatica: The Very Best of Yoko Shimomura, è stata pubblicata nel marzo 2008. L'album contiene brani di Kingdom Hearts e molti altri giochi su cui ha lavorato. Yoko Shimomura ha affermato di aver scelto la musica che era popolare tra i fan e maggiormente adatta per l'orchestrazione, ma che non era mai stata eseguito precedentemente da un'orchestra. In un'intervista del 2008 con Music4Games riguardo al progetto, Shimomura ha commentato che con gli spartiti generati per il progetto, sarebbe stata interessata a perseguire un'esibizione dal vivo di Drammatica per i fan se se ne fosse presentata l'opportunità.
Nel marzo 2009,  è stato annunciato che Arnie Roth avrebbe diretto l'Orchestra Filarmonica Reale di Stoccolma al concerto Sinfonia Drammatica nella Sala dei concerti di Stoccolma, che avrebbe combinato la musica dall'album con le esibizioni del concerto Symphonic Shades di Chris Hülsbeck. Il concerto ha avuto luogo nell'agosto 2009. Nel marzo 2007, Shimomura ha pubblicato il suo primo album non a tema videoludico, Murmur, un album di canzoni vocali cantate da Chata.
La musica di Shimomura per Kingdom Hearts ha costituito un quarto della musica dei concerti Symphonic Fantasies del settembre 2009, prodotti dai creatori della serie Symphonic Game Music Concert e diretti da Arnie Roth. Il tema del titolo di Legend of Mana è stato eseguito anche dall'Australian Eminence Symphony Orchestra per il suo concerto di musica classica da gioco A Night in Fantasia 2007.
La musica della colonna sonora originale di Legend of Mana è stata arrangiata per pianoforte e pubblicata da DOREMI Music Publishing. Due compilation di musica della serie sono state pubblicate anche nella prima e seconda edizione di Seiken Densetsu Best Collection Piano Solo Sheet Music, con la seconda che include i brani di Shimomura da Legend of Mana. Tutte le canzoni di ogni libro sono state riscritte da Asako Niwa come assoli di piano di livello intermedio, sebbene siano pensate per suonare il più possibile gli originali.
 Inoltre, gli spartiti per pianoforte di Kingdom Hearts e Kingdom Hearts II sono stati pubblicati come libri musicali da Yamaha Music Media.
Il primo concerto dedicato di Shimomura fuori dal Giappone si è tenuto alla Salle Cortot di Parigi nel novembre 2015. Più tardi, nello stesso mese, si è esibita all'El Plaza Condesa di Città del Messico. Nel settembre 2016, parte della sua musica per Final Fantasy XV è stata eseguita dalla London Philharmonic Orchestra agli Abbey Road Studios di Londra, così come a Boston, con la stessa Shimomura al pianoforte.

## Lavori

### Videogiochi
Compositrice
- Samurai Sword (Famicom Disk System) (1988)[7]
- Final Fight (1989) (solo il brano "Round 5: Bay Area 2 & 3") – con altri compositori[7]
- Code Name: Viper (1990) (tutti i brani tranne "Stage 1")[21]
- Adventure Quiz Capcom World: Hatena no Daibouken (1990) (ruolo minore) con Yoshihiro Sakaguchi, Manami Matsumae, Junko Tamiya, Hiromitsu Takaoka e G. Morita (non accreditata)
- Gargoyle's Quest (1990) (ruolo minore) – con Harumi Fujita (non accreditata)[7]
- Adventures in the Magic Kingdom (1990)[7]
- Mizushima Shinji no Daikoushien (1990)[22]
- Nemo (1990)[7]
- Mahjong School: The Super O Version (1990) (ruolo minore) – with Masaki Izutani (non accreditata)[22]
- Street Fighter II: The World Warrior (1991) – con Isao Abe[4]
- Pang (PC Engine) (1991) – con Tamayo Kawamoto
- The King of Dragons (1991)
- Block Block (1991) – con Masaki Izutani[22]
- Varth: Operation Thunderstorm (1992) (ruolo minore) – con Masaki Izutani
- Breath of Fire (1993) – con Yasuaki Fujita, Minae Fujii e Mari Yamaguchi (solo il brano "Trade City")[4]
- The Punisher (1993) - con Isao Abe[7]
- Live A Live (1994)[7]
- Front Mission (1995) – con Noriko Matsueda[7]
- Super Mario RPG: Legend of the Seven Stars (1996)[7]
- Tobal No. 1 (1996) – con altri compositori[3]
- Parasite Eve (1998)[7]
- Legend of Mana (1999)[23]
- Chocobo Stallion (1999)
- Hataraku Chocobo (2000)[7]
- Kingdom Hearts (2002)[7]
- Mario & Luigi: Superstar Saga (2003)[11]
- Kingdom Hearts: Chain of Memories (2004)[7]
- Pop'n Music Carnival (13) (2005) – (solo il brano "Majestic Fire")[24]
- Mario & Luigi: Partners in Time (2005)[11]
- Kingdom Hearts II (2005)[11]
- Monster Kingdom: Jewel Summoner (2006) – con altri compositori[7]
- Heroes of Mana (2007)[3]
- Luminous Arc 2 (2008) – con Akari Kaida, Yoshino Aoki e Shunsuke Nakamura[25]
- Mario & Luigi: Viaggio al centro di Bowser (2009)[11]
- Kingdom Hearts 358/2 Days (2009)[11]
- Pop'n Music The Movie (17) (2009) – con altri compositori (solo il brano "Tomorrow's Oath")[24]
- Kingdom Hearts Birth by Sleep (2010) – con Tsuyoshi Sekito e Takeharu Ishimoto[11]
- Kingdom Hearts Coded (2010)[26]
- Xenoblade Chronicles (2010) – con Manami Kiyota, Yasunori Mitsuda e ACE+ (Tomori Kudo, Hiroyo "CHiCO" Yamanaka, Kenji Hiramatsu)[27]
- Last Ranker (2010)[11]
- Line Attack Heroes (2010)
- Kingdom Hearts Re:coded (2010)[26]
- Radiant Historia (2010)[28]
- The 3rd Birthday (2010) – con Tsuyoshi Sekito e Mitsuto Suzuki[11]
- Half Minute Hero: The Second Coming (2011) – con altri compositori[29]
- Kingdom Hearts 3D: Dream Drop Distance (2012) - con Tsuyoshi Sekito and Takeharu Ishimoto[30]
- Demons' Score (2012) – (solo il brano “Azazel del cielo ardiente”)[31]
- Mario & Luigi: Dream Team Bros. (2013)[32]
- Kingdom Hearts χ (2013)[33]
- Exstetra (2013) – (solo il brano “Main Theme”)
- Rise of Mana (2014) – (solo il brano “Where the Heart Beats Free”)[34][35]
- Terra Battle (2014) – (solo tre brani)[36]
- V.D. -Vanishment Day- (2014)
- Chronos Ring (2015) – con Kenji Ito e Evan Call[37]
- Chunithm: Seelisch Tact (2015) – (solo il brano “Tango Rogue“)[38]
- Kakuriyo no Mon (2015) – (solo il brano "異邦の守護者")[39]
- Mario & Luigi: Paper Jam Bros. (2015)[40]
- The Alchemist Code (2016)[41]
- Black Knight and White Devil (2016) – con Shota Kageyama[42]
- Final Fantasy XV (2016) – con Tetsuya Shibata, Yoshino Aoki e Yoshitaka Suzuki[9]
- Kingdom Hearts HD 2.8 Final Chapter Prologue#Kingdom Hearts 0.2 Birth by Sleep -A fragmentary passage- (2017)[43]
- Egglia: Legend of the Red Cap (2017) – con Yoshitaka Hirota[44][45]
- Magicians Dead Next Blazing (2017) – con Masato Kouda e Makoto Iida[46]
- Radiant Historia: Perfect Chronology (2017)[47]
- Mario & Luigi: Superstar Saga + Bowser's Minions (2017)[48]
- Kingdom Hearts III (2019) con Tsuyoshi Sekito e Takeharu Ishimoto[49]
- Mario & Luigi: Bowser's Inside Story + Bowser Jr.'s Journey (2019)[50]
- Rakugaki Kingdom (2019) – (solo il brano "夢と幻想の円舞曲")[51]
- Renshin no Astral (2019) – con altri compositori[52]
- Streets of Rage 4 (2020) – (solo il brano "Shiva")[53]
- Mario + Rabbids Sparks of Hope (2022) con Gareth Coker e Grant Kirkhope[54]

Arrangiamenti
- F-1 Dream (PC Engine) (1989) – musica originale di Manami Matsumae
- Pang (PC Engine) (1991) – musica originale di Tamayo Kawamoto
- Sweet Home (1989)
- Super Smash Bros. Brawl (2008) – arrangiamenti di "Type A" (Tetris), "Gritzy Desert" (Mario & Luigi: Fratelli nel tempo) e "King Dedede's Theme"
- Little King's Story (2009) – arrangiamento di "Boléro" di Maurice Ravel
- Super Smash Bros. for Nintendo 3DS e Wii U (2014) – arrangiamenti di "Magicant" / "Eight Melodies" (EarthBound Beginnings), "Try, Try Again" (Mario & Luigi: Dream Team Bros.), "Route 10" (Pokémon Nero e Bianco) e "Ryu Stage" (Street Fighter II: The World Warrior)
- Super Smash Bros. Ultimate (2018) – arrangiamento di "Kass' Theme" (The Legend of Zelda: Breath of the Wild), "Vega Stage" (Street Fighter II), "Treasure Trove Cove" (Banjo-Kazooie), "Pasta" (Fatal Fury 2) e "Cosmo Canyon" (Final Fantasy VII)[55]
- The Wonderful 101: Remastered (2020) – arrangiamento con altri compositori[56]

### Altro
- Sweet Home (1989) – arrangiamenti di due brani[57]
- Captain Commando -G.S.M. Capcom 5- (1992) – con Alph Lyla[58]
- Game Music Festival ~Super Live '92~ (1992) – con Alph Lyla[59]
- Street Fighter II Collector's Box (1993) – con Alph Lyla[60]
- Parasite Eve Remixes (1998) – con altri compositori[23]
- Phantasy Star Online Episode I & II Premium Arrange (2004) – con altri compositori[61]
- Dark Chronicle Premium Arrange (2004) – con altri compositori[62]
- Dan Doh!! (2004)[7]
- Gokujō Seitokai (2005)[7]
- Rogue Galaxy Premium Arrange (2006) – con altri compositori[7]
- Murmur (2007) – Album originale con testi e voci di Chata[11]
- Drammatica: The Very Best of Yoko Shimomura (2008)[12]
- Mushihimesama Double Arrange Album (2009)[63]
- GeOnDan Rare Tracks Ver. 2.0 (2010) – con altri compositori[64]
- GeOnDan Super Rare Trax: The LAND of RISING SUN (2011) – con altri compositori[65]
- GO! GO! Buriki Daioh!! (2012)[66]
- X'mas Collections II (2013)[67]
- memória! ~ The Very Best of Yoko Shimomura (2014)[68]
- Game Music Prayer II (2014)[69]
- Hirune-hime: shiranai watashi no monogatari (2017)[70]
- High Score Girl (2018)[70]
- Ladderless / Oldcodex (2019) – con altri compositori[71]
- Yucho Pay Original Image Song #TOKIWOMEKURUYUBI (2020)[72]
- Merregnon: Land of Silence (2021)[73]